# Pablo Giménez
Pablo Giménez, född den 29 juni 1981 i Juan de Mena, är en paraguayansk fotbollsspelare. Vid fotbollsturneringen under OS 2004 i Aten deltog han det paraguayanska U23-laget som tog silver. 